# Permiso de circulación

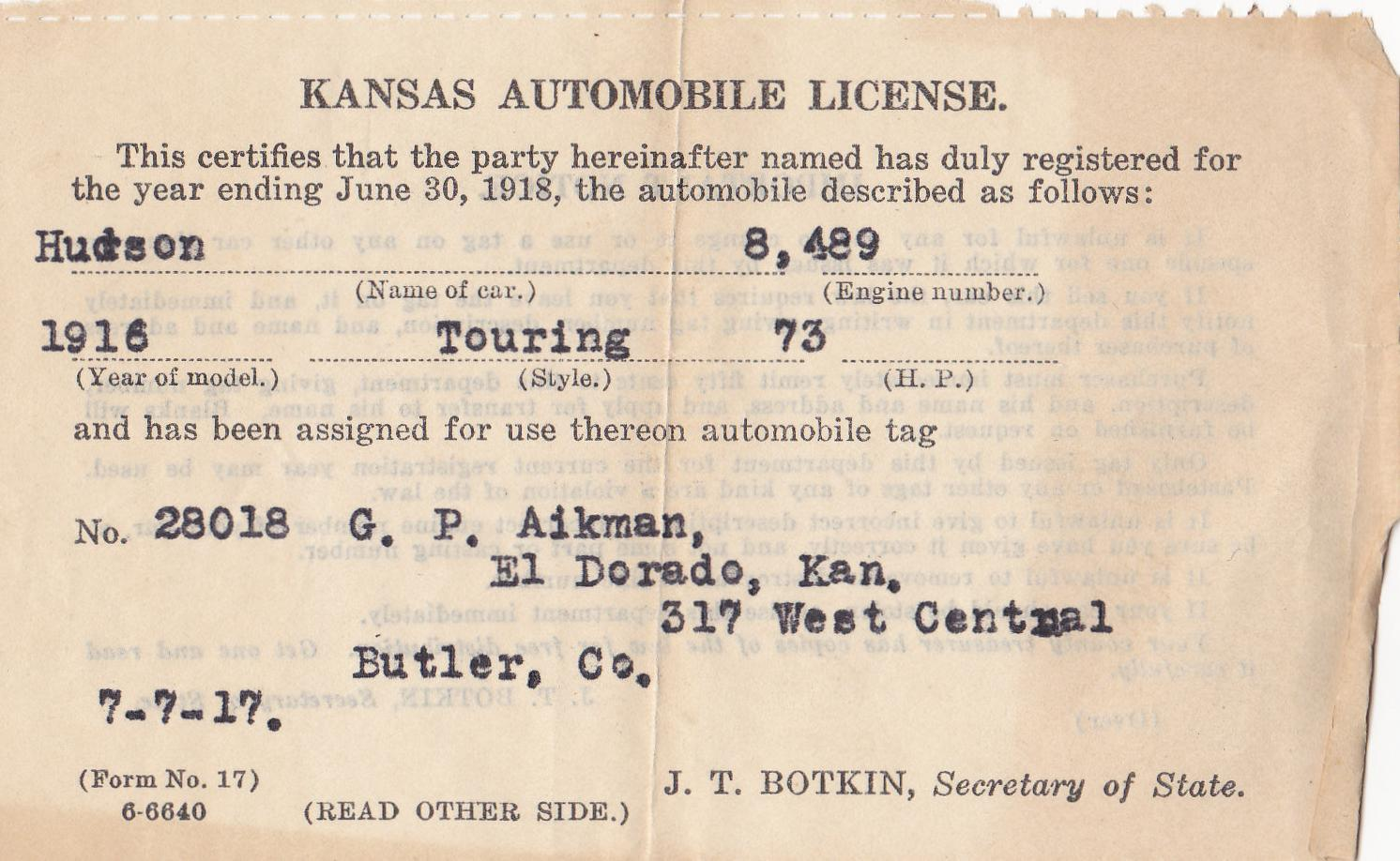
Certificado de registro de los Estados Unidos de 1917

Un permiso de circulación, también denominado certificado de matriculación del vehículo o certificado de registro del  vehículo es el documento por el que se certifica que el vehículo está matriculado.
El titular del permiso de circulación puede ser o no el propietario del vehículo.

## Unión Europea
La Directiva 1999/37/CE del Consejo, de 29 de abril, relativa a los documentos de matriculación de los vehículos, modificada por la Directiva 2003/127/CE de la Comisión, de 23 de diciembre, establece un modelo armonizado de permiso de circulación que deberán expedir los Estados miembros para los vehículos que se sometan a la matriculación conforme a su legislación nacional.
Los datos incluidos en el permiso de circulación, estarán representados por los códigos comunitarios armonizados que figuran en los anexos I (parte 1) y 2 (parte 2) de las Directiva.
La parte I del permiso de circulación podrá constar de varias páginas. Los Estados miembros establecerán el número de páginas en función de la información incluida en el documento y de su presentación.

### España
De acuerdo con la Orden PRE/1355/2005 deberá contener los siguientes datos:
- La mención “REINO DE ESPAÑA”.
- La letra E como signo distintivo del Estado español.
- La mención Ministerio del Interior. Dirección General de Tráfico.
- La mención “PERMISO DE CIRCULACIÓN” impresa en caracteres grandes. También figurará en caracteres pequeños, después de un espacio adecuado, en las  demás lenguas de la Comunidad Europea.
- La mención “COMUNIDAD EUROPEA”.
- El número de serie del documento.
- A–Número de matrícula.
- B–Fecha de primera matriculación.
- C.1.1 Apellidos o razón social.
- C.1.2 Nombre.
- C.1.3 Domicilio.
- C.4 c) No está identificado en el permiso de circulación como propietario del vehículo.
- D.1 Marca.
- D.2 Tipo/Variante/Versión (si procede).
- D.3 Denominación comercial.
- (D.4) Servicio a que se destina.
- E –Número de identificación.
- F.1 Masa máxima en carga técnicamente admisible (en kg) (excepto para motocicletas).
- F.2 Masa máxima en carga admisible del vehículo en circulación en España (en kg).
- G–Masa del vehículo en servicio con carrocería, y con dispositivo de acoplamiento si se trata de un vehículo tractor de categoría distinta a la M1 (en kg).
- H–Periodo de validez de la matriculación, si no es ilimitado.
- I–Fecha de matriculación a la que se refiere el permiso.
- (I.1) Fecha de expedición.
- (I.2) Lugar de expedición.
- K –Número de homologación (si procede).
- P.1 Cilindrada (en cm³).
- P.2 Potencia neta máxima (en kW) (si procede).
- P.3 Tipo de combustible o de fuente de energía.
- Q–Relación potencia/peso (en kW/kg) (únicamente para motocicletas).
- S.1 Número de plazas de asiento, incluido el asiento del conductor.
- S.2 Número de plazas de pie (en su caso).